# اسماعیل‌آباد (زرند)
اسماعیل‌آباد، روستایی از توابع بخش مرکزی شهرستان زرند در استان کرمان ایران است.

## جمعیت
این روستا در دهستان محمدآباد قرار دارد و براساس سرشماری مرکز آمار ایران در سال ۱۳۸۵، جمعیت آن ۹۳۰ نفر (۲۳۱ خانوار) بوده‌است.